# Список видов семейства Pisauridae
Список всех описанных видов пауков семейства Pisauridae на 5 сентября 2009 года.

## Afropisaura
Afropisaura Blandin, 1976
- lrothiformis (Strand, 1908) — Западная, Центральная, Восточная Африка
- Afropisaura valida (Simon, 1886) — Западная, Центральная Африка

## Archipirata
Archipirata Simon, 1898
- Archipirata tataricus Simon, 1898 — Туркменистан, Китай

## Architis
Architis Simon, 1898
- Architis altamira Santos, 2007 — Бразилия
- Architis brasiliensis (Mello-Leitao, 1940) — Бразилия
- Architis capricorna Carico, 1981 — Бразилия
- Architis catuaba Santos, 2008 — Бразилия
- Architis colombo Santos, 2007 — Бразилия
- Architis comaina Santos, 2007 — Перу
- Architis cymatilis Carico, 1981 — Тринидад, Колумбия до Бразилии
- Architis dianasilvae Santos, 2007 — Перу
- Architis erwini Santos, 2007 — Эквадор
- Architis fritzmuelleri Santos, 2007 — Бразилия
- Architis gracilis Santos, 2008 — Бразилия
- Architis helveola (Simon, 1898) — Колумбия, Эквадор, Бразилия
- Architis ikuruwa Carico, 1981 — Гайана, Суринам, Перу, Боливия
- Architis maturaca Santos, 2007 — Бразилия
- Architis neblina Santos & Nogueira, 2008 — Бразилия
- Architis robusta Carico, 1981 — Панама, Бразилия
- Architis spinipes (Taczanowski, 1874) — Панама, Тринидад до Аргентины
- Architis tenuipes (Simon, 1898) — Бразилия
- Architis tenuis Simon, 1898 — Панама до Бразилии
- Architis turvo Santos, 2007 — Бразилия

## Bradystichus
Bradystichus Simon, 1884
- Bradystichus aoupinie Platnick & Forster, 1993 — Новая Каледония
- Bradystichus calligaster Simon, 1884 — Новая Каледония
- Bradystichus crispatus Simon, 1884 — Новая Каледония
- Bradystichus panie Platnick & Forster, 1993 — Новая Каледония
- Bradystichus tandji Platnick & Forster, 1993 — Новая Каледония

## Campostichommides
Campostichommides Strand, 1911
- Campostichommides inquirendus Strand, 1911 — Острова Кай

## Caripetella
Caripetella Strand, 1928
- Caripetella madagascariensis (Lenz, 1886) — Мадагаскар, Коморские острова

## Charminus
Charminus Thorell, 1899
- Charminus aethiopicus (Caporiacco, 1939) — Эфиопия, Кения
- Charminus ambiguus (Lessert, 1925) — Восточная, Южная Африка
  - Charminus ambiguus concolor (Caporiacco, 1947) — Восточная Африка
- Charminus atomarius (Lawrence, 1942) — Центральная, Восточная, Южная Африка
- Charminus bifidus Blandin, 1978 — Руанда
- Charminus camerunensis Thorell, 1899 — Западная, Центральная Африка
- Charminus marfieldi (Roewer, 1955) — Западная, Центральная Африка
- Charminus minor (Lessert, 1928) — Кот-д’Ивуар, Конго
- Charminus natalensis (Lawrence, 1947) — Южная Африка
- Charminus rotundus Blandin, 1978 — Конго

## Chiasmopes
Chiasmopes Pavesi, 1883
- Chiasmopes hystrix (Berland, 1922) — Эфиопия
- Chiasmopes lineatus (Pocock, 1898) — Центральная, Восточная, Южная Африка
- Chiasmopes namaquensis (Roewer, 1955) — Намибия
- Chiasmopes signatus (Pocock, 1902) — Южная Африка

## Cispinilus
Cispinilus Roewer, 1955
- Cispinilus flavidus (Simon, 1910) — Центральная Африка

## Cispius
Cispius Simon, 1898
- Cispius affinis Lessert, 1916 — Восточная Африка
- Cispius bidentatus Lessert, 1936 — Центральная, Восточная Африка
- Cispius kimbius Blandin, 1978 — Южная Африка
- Cispius maruanus (Roewer, 1955) — Западная, Центральная Африка
- Cispius problematicus Blandin, 1978 — Конго
- Cispius simoni Lessert, 1915 — Восточная Африка
- Cispius strandi Caporiacco, 1947 — Восточная Африка
- Cispius tanganus Roewer, 1955 — Восточная Африка
- Cispius thorelli Blandin, 1978 — Конго
- Cispius variegatus Simon, 1898 — Конго

## Cladycnis
Cladycnis Simon, 1898
- Cladycnis insignis (Lucas, 1838) — Канарские Острова

## Conakrya
Conakrya Schmidt, 1956
- Conakrya wolffi Schmidt, 1956 — Гвинея

## Dendrolycosa
Dendrolycosa Doleschall, 1859
- Dendrolycosa cruciata (Roewer, 1955) — Восточная Африка
- Dendrolycosa fusca Doleschall, 1859 — Ява, Амбон
- Dendrolycosa gracilis Thorell, 1891 — Никобарские острова
- Dendrolycosa icadia (L. Koch, 1876) — Квинсленд
- Dendrolycosa lepida (Thorell, 1890) — Суматра
- Dendrolycosa robusta (Thorell, 1895) — Мьянма
- Dendrolycosa stauntoni Pocock, 1900 — Индия

## Dianpisaura
Dianpisaura Zhang, Zhu & Song, 2004
- Dianpisaura lizhii (Zhang, 2000) — Китай
- Dianpisaura songi (Zhang, 2000) — Китай

## Dolomedes
Dolomedes Latreille, 1804
- Dolomedes actaeon Pocock, 1903 — Камерун
- Dolomedes albicomus L. Koch, 1867 — Квинсленд
- Dolomedes albicoxus Bertkau, 1880 — Бразилия
- Dolomedes albineus Hentz, 1845 — США
- Dolomedes angolensis (Roewer, 1955) — Ангола
- Dolomedes angustivirgatus Kishida, 1936 — Китай, Корея, Япония
- Dolomedes angustus (Thorell, 1899) — Камерун
- Dolomedes annulatus Simon, 1877 — Филиппины
- Dolomedes aquaticus Goyen, 1888 — Новая Зеландия
- Dolomedes batesi Pocock, 1903 — Камерун
- Dolomedes bistylus Roewer, 1955 — Конго
- Dolomedes boiei (Doleschall, 1859) — Шри-Ланка, Ява
- Dolomedes bukhkaloi Marusik, 1988 — Россия
- Dolomedes chinesus Chamberlin, 1924 — Китай
- Dolomedes chroesus Strand, 1911 — Молуккские острова, Новая Гвинея
- Dolomedes clercki Simon, 1937 — Франция, Швейцария, Германия
- Dolomedes costatus Zhang, Zhu & Song, 2004 — Китай
- Dolomedes crosbyi Lessert, 1928 — Конго
- Dolomedes eberhardarum Strand, 1913 — Виктория
- Dolomedes elegans Taczanowski, 1874 — Французская Гвиана
- Dolomedes facetus L. Koch, 1876 — Австралия, Новая Гвинея, Новая Зеландия, Самоа
- Dolomedes fageli Roewer, 1955 — Конго
- Dolomedes femoralis Hasselt, 1882 — Суматра
- Dolomedes fernandensis Simon, 1910 — Биоко
- Dolomedes fimbriatus (Clerck, 1757) — Палеарктика
- Dolomedes flaminius L. Koch, 1867 — Квинсленд
- Dolomedes fontus Tanikawa & Miyashita, 2008 — Япония
- Dolomedes furcatus Roewer, 1955 — Мозамбик
- Dolomedes fuscipes Roewer, 1955 — Камерун
- Dolomedes fuscus Franganillo, 1931 — Куба
- Dolomedes gertschi Carico, 1973 — США
- Dolomedes gracilipes Lessert, 1928 — Конго
- Dolomedes guamuhaya Alayon, 2003 — Куба
- Dolomedes habilis Hogg, 1905 — Южная Австралия
- Dolomedes holti Carico, 1973 — Мексика
- Dolomedes horishanus Kishida, 1936 — Тайвань, Япония
- Dolomedes huttoni Hogg, 1908 — Новая Зеландия
- Dolomedes hyppomene Audouin, 1826 — Египт
- Dolomedes instabilis L. Koch, 1876 — Квинсленд, Новый Южный Уэльс, Виктория
- Dolomedes intermedius Giebel, 1863 — Колумбия
- Dolomedes japonicus Bosenberg & Strand, 1906 — Китай, Корея, Япония
- Dolomedes karschi Strand, 1913 — Шри-Ланка
- Dolomedes lafoensis Berland, 1924 — Новая Каледония
- Dolomedes lateralis White, 1849 — Новая Зеландия
- Dolomedes laticeps Pocock, 1898 — Соломоновы Острова
- Dolomedes lesserti Roewer, 1955 — Мозамбик
- Dolomedes lomensis Strand, 1906 — Западная Африка
- Dolomedes machadoi Roewer, 1955 — Западная Африка
- Dolomedes macrops Simon, 1906 — Судан
- Dolomedes mendigoetmopasi Barrion, 1995 — Филиппины
- Dolomedes minahassae Merian, 1911 — Сулавеси
  - Dolomedes minahassae vulcanicus Merian, 1911 — Сулавеси
- Dolomedes minor L. Koch, 1876 — Новая Зеландия
- Dolomedes mirificus Walckenaer, 1837 — Австралия, Новая Зеландия
- Dolomedes mizhoanus Kishida, 1936 — Китай, Лаос, Малайзия, Тайвань
- Dolomedes naja Berland, 1938 — Новые Гебриды
- Dolomedes neocaledonicus Berland, 1924 — Новая Каледония
- Dolomedes nigrimaculatus Song & Chen, 1991 — Китай
- Dolomedes noukhaiva Walckenaer, 1847 — Маркизские острова
- Dolomedes ohsuditia Kishida, 1936 — Япония
- Dolomedes okefinokensis Bishop, 1924 — США
- Dolomedes orion Tanikawa, 2003 — Япония
- Dolomedes palmatus Zhang, Zhu & Song, 2005 — Китай
- Dolomedes palpiger Pocock, 1903 — Камерун
- Dolomedes paroculus Simon, 1901 — Малайзия
- Dolomedes plantarius (Clerck, 1757) — Европа, Россия
- Dolomedes pullatus Nicolet, 1849 — Чили
- Dolomedes raptor Bosenberg & Strand, 1906 — Россия, Китай, Корея, Япония
- Dolomedes raptoroides Zhang, Zhu & Song, 2004 — Китай
- Dolomedes saccalavus Strand, 1907 — Мадагаскар
- Dolomedes saganus Bosenberg & Strand, 1906 — Китай, Тайвань, Япония
- Dolomedes sagittiger White, 1849 — Новая Зеландия
- Dolomedes schauinslandi Simon, 1899 — Чатем
- Dolomedes scriptus Hentz, 1845 — США, Канада
- Dolomedes senilis Simon, 1880 — Россия, Китай
- Dolomedes signatus Walckenaer, 1837 — Марианские острова
- Dolomedes silvicola Tanikawa & Miyashita, 2008 — Китай, Япония
- Dolomedes smithi Lessert, 1916 — Восточная Африка
- Dolomedes spathularis Hasselt, 1882 — Суматра
- Dolomedes stilatus Karsch, 1878 — Австралия
- Dolomedes straeleni Roewer, 1955 — Конго
- Dolomedes striatus Giebel, 1869 — США, Канада
- Dolomedes submarginalivittatus Strand, 1907 — Ява
- Dolomedes sulfureus L. Koch, 1878 — Россия, Китай, Корея, Япония
- Dolomedes sumatranus Strand, 1906 — Суматра
- Dolomedes tadzhikistanicus Andreeva, 1976 — Таджикистан
- Dolomedes tenebrosus Hentz, 1844 — США, Канада
- Dolomedes titan Berland, 1924 — Новая Каледония, Новые Гебриды
- Dolomedes toldo Alayon, 2003 — Куба
- Dolomedes transfuga Pocock, 1899 — Конго
- Dolomedes tridentatus Hogg, 1911 — Новая Зеландия
- Dolomedes trippi Hogg, 1908 — Новая Зеландия
- Dolomedes triton (Walckenaer, 1837) — Северная Америка, Куба
- Dolomedes upembensis (Roewer, 1955) — Конго
- Dolomedes vatovae Caporiacco, 1940 — Эфиопия
- Dolomedes vittatus Walckenaer, 1837 — США
- Dolomedes wetarius Strand, 1911 — Индонезия
- Dolomedes wollastoni Hogg, 1915 — Новая Гвинея
- Dolomedes yawatai Ono, 2002 — Острова Рюкю
- Dolomedes zatsun Tanikawa, 2003 — Япония

## Eucamptopus
Eucamptopus Pocock, 1900
- Eucamptopus coronatus Pocock, 1900 — Индия

## Euprosthenops
Euprosthenops Pocock, 1897
- Euprosthenops australis Simon, 1898 — Африка
- Euprosthenops bayaonianus (Brito Capello, 1867) — Западная, Центральная, Восточная Африка
- Euprosthenops benoiti Blandin, 1976 — Руанда
- Euprosthenops biguttatus Roewer, 1955 — Конго, Намибия
- Euprosthenops ellioti (O. P.-Cambridge, 1877) — Индия
- Euprosthenops pavesii Lessert, 1928 — Центральная, Восточная Африка
- Euprosthenops proximus Lessert, 1916 — Центральная, Восточная, Южная Африка
  - Euprosthenops proximus maximus Blandin, 1976 — Кот-д’Ивуар
- Euprosthenops schenkeli (Roewer, 1955) — Восточная Африка
- Euprosthenops wuehlischi Roewer, 1955 — Намибия

## Euprosthenopsis
Euprosthenopsis Blandin, 1974
- Euprosthenopsis armata (Strand, 1913) — Центральная, Восточная Африка
- Euprosthenopsis lamorali Blandin, 1977 — Южная Африка
- Euprosthenopsis lesserti (Roewer, 1955) — Восточная Африка
  - Euprosthenopsis lesserti garambensis (Lessert, 1928) — Центральная Африка
- Euprosthenopsis pulchella (Pocock, 1902) — Южная Африка
- Euprosthenopsis rothschildi Blandin, 1977 — Кения
- Euprosthenopsis vachoni Blandin, 1977 — Djibouti
- Euprosthenopsis vuattouxi Blandin, 1977 — Кот-д’Ивуар

## Eurychoera
Eurychoera Thorell, 1897
- Eurychoera banna Zhang, Zhu & Song, 2004 — Китай, Лаос
- Eurychoera quadrimaculata Thorell, 1897 — Сингапур, Малайзия

## Hala
Hala Jocque, 1994
- Hala impigra Jocque, 1994 — Мадагаскар
- Hala paulyi Jocque, 1994 — Мадагаскар

## Hesydrimorpha
Hesydrimorpha Strand, 1911
- Hesydrimorpha gracilipes Strand, 1911 — Новая Гвинея

## Hygropoda
Hygropoda Thorell, 1894
- Hygropoda africana Simon, 1898 — Габон, Сьерра-Леоне
- Hygropoda albolimbata (Thorell, 1878) — Амбон
- Hygropoda argentata Zhang, Zhu & Song, 2004 — Китай, Таиланд
- Hygropoda balingkinitanus (Barrion & Litsinger, 1995) — Филиппины
- Hygropoda borbonica (Vinson, 1863) — Реюньон
- Hygropoda bottrelli (Barrion & Litsinger, 1995) — Филиппины
- Hygropoda campanulata Zhang, Zhu & Song, 2004 — Китай, Таиланд
- Hygropoda dolomedes (Doleschall, 1859) — Амбон
- Hygropoda exilis (Thorell, 1881) — Новая Гвинея
- Hygropoda higenaga (Kishida, 1936) — Китай, Тайвань, Япония
- Hygropoda lineata (Thorell, 1881) — Индонезия до Квинсленда
- Hygropoda longimana (Stoliczka, 1869) — Бангладеш, Малайзия
- Hygropoda longitarsis (Thorell, 1877) — Вьетнам, Сулавеси
  - Hygropoda longitarsis fasciata (Thorell, 1877) — Сулавеси
- Hygropoda macropus Pocock, 1897 — Молуккские острова
- Hygropoda madagascarica Strand, 1907 — Мадагаскар
- Hygropoda menglun Zhang, Zhu & Song, 2004 — Китай
- Hygropoda procera Thorell, 1895 — Мьянма
- Hygropoda prognatha Thorell, 1894 — Сингапур
- Hygropoda subannulipes Strand, 1911 — Ару
- Hygropoda taeniata Wang, 1993 — Китай
- Hygropoda yunnan Zhang, Zhu & Song, 2004 — Китай, Таиланд

## Hypsithylla
Hypsithylla Simon, 1903
- Hypsithylla celebesiana Strand, 1913 — Сулавеси
- Hypsithylla liis Simon, 1903 — Мадагаскар

## Ilipula
Ilipula Simon, 1903
- Ilipula anguicula Simon, 1903 — Вьетнам

## Inola
Inola Davies, 1982
- Inola amicabilis Davies, 1982 — Квинсленд
- Inola cracentis Davies, 1982 — Квинсленд
- Inola subtilis Davies, 1982 — Квинсленд

## Maypacius
Maypacius Simon, 1898
- Maypacius bilineatus (Pavesi, 1895) — Центральная, Восточная Африка, Мадагаскар
- Maypacius christophei Blandin, 1975 — Конго
- Maypacius curiosus Blandin, 1975 — Конго
- Maypacius gilloni Blandin, 1978 — Сенегал
- Maypacius kaestneri Roewer, 1955 — Западная, Центральная Африка
- Maypacius petrunkevitchi Lessert, 1933 — Ангола, Руанда
- Maypacius roeweri Blandin, 1975 — Конго
- Maypacius stuhlmanni (Bosenberg & Lenz, 1895) — Танзания, Занзибар
- Maypacius vittiger Simon, 1898 — Мадагаскар

## Megadolomedes
Megadolomedes Davies & Raven, 1980
- Megadolomedes australianus (L. Koch, 1865) — Квинсленд, Новый Южный Уэльс, Виктория, Тасмания

## Nilus
Nilus O. P.-Cambridge, 1876
- Nilus amazonicus Simon, 1898 — Бразилия
- Nilus kochi Roewer, 1951 — Квинсленд
- Nilus lanceolatus Simon, 1898 — Вьетнам
- Nilus marginatus (Simon, 1888) — Андаманские острова
- Nilus ornatus Berland, 1924 — Новая Каледония
- Nilus spadicarius (Simon, 1897) — Индия
- Nilus undatus (Thorell, 1877) — Сулавеси

## Nukuhiva
Nukuhiva Berland, 1935
- Nukuhiva adamsoni (Berland, 1933) — Маркизские острова

## Papakula
Papakula Strand, 1911
- Papakula niveopunctata Strand, 1911 — Новая Гвинея

## Paracladycnis
Paracladycnis Blandin, 1979
- Paracladycnis vis Blandin, 1979 — Мадагаскар

## Perenethis
Perenethis L. Koch, 1878
- Perenethis dentifasciata (O. P.-Cambridge, 1885) — Пакистан or Индия
- Perenethis fascigera (Bosenberg & Strand, 1906) — Китай, Корея, Япония
- Perenethis kawangisa Barrion & Litsinger, 1995 — Филиппины
- Perenethis simoni (Lessert, 1916) — Африка, Коморские острова
- Perenethis sindica (Simon, 1897) — Индия, Шри-Ланка, Непал, Китай, Филиппины
- Perenethis symmetrica (Lawrence, 1927) — Африка
- Perenethis venusta L. Koch, 1878 — Индия, Таиланд, Тайвань до Квинсленда

## Phalaeops
Phalaeops Roewer, 1955
- Phalaeops mossambicus Roewer, 1955 — Мозамбик
- Phalaeops somalicus Roewer, 1955 — Сомали

## Pisaura
Pisaura Simon, 1885
- Pisaura acoreensis Wunderlich, 1992 — Азорские острова
- Pisaura anahitiformis Kishida, 1910 — Япония
- Pisaura ancora Paik, 1969 — Россия, Китай, Корея
- Pisaura bicornis Zhang & Song, 1992 — Китай, Япония
- Pisaura bobbiliensis Reddy & Patel, 1993 — Индия
- Pisaura consocia (O. P.-Cambridge, 1872) — Израиль, Ливан, Сирия
- Pisaura decorata Patel & Reddy, 1990 — Индия
- Pisaura gitae Tikader, 1970 — Индия, Андаманские острова
- Pisaura lama Bosenberg & Strand, 1906 — Россия, Китай, Корея, Япония
- Pisaura mirabilis (Clerck, 1757) — Палеарктика
- Pisaura novicia (L. Koch, 1878) — Средиземноморье до Грузии
- Pisaura orientalis Kulczynski, 1913 — Средиземноморье
- Pisaura parangbusta Barrion & Litsinger, 1995 — Филиппины
- Pisaura podilensis Patel & Reddy, 1990 — Индия
- Pisaura putiana Barrion & Litsinger, 1995 — Филиппины
- Pisaura quadrilineata (Lucas, 1838) — Канарские Острова, Мадейра
- Pisaura sublama Zhang, 2000 — Китай
- Pisaura swamii Patel, 1987 — Индия

## Pisaurina
Pisaurina Simon, 1898
- Pisaurina brevipes (Emerton, 1911) — США, Канада
- Pisaurina dubia (Hentz, 1847) — США
- Pisaurina mira (Walckenaer, 1837) — США, Канада
- Pisaurina undulata (Keyserling, 1887) — США, Куба

## Polyboea
Polyboea Thorell, 1895
- Polyboea vulpina Thorell, 1895 — Мьянма, Таиланд, Малайзия, Сингапур
- Polyboea zonaformis (Wang, 1993) — Китай, Лаос

## Qianlingula
Qianlingula Zhang, Zhu & Song, 2004
- Qianlingula bilamellata Zhang, Zhu & Song, 2004 — Китай
- Qianlingula jiafu Zhang, Zhu & Song, 2004 — Китай
- Qianlingula turbinata Zhang, Zhu & Song, 2004 — Китай

## Ransonia
Ransonia Blandin, 1979
- Ransonia mahasoana Blandin, 1979 — Мадагаскар

## Rothus
Rothus Simon, 1898
- Rothus auratus Pocock, 1900 — Южная Африка
- Rothus purpurissatus Simon, 1898 — Африка, Израиль
- Rothus vittatus Simon, 1898 — Южная Африка

## Stoliczka
Stoliczka O. P.-Cambridge, 1885
- Stoliczka affinis Caporiacco, 1935 — Каракорум
- Stoliczka insignis O. P.-Cambridge, 1885 — Яркенд

## Tallonia
Tallonia Simon, 1889
- Tallonia picta Simon, 1889 — Мадагаскар

## Tapinothele
Tapinothele Simon, 1898
- Tapinothele astuta Simon, 1898 — Занзибар

## Tapinothelella
Tapinothelella Strand, 1909
- Tapinothelella laboriosa Strand, 1909 — Южная Африка

## Tapinothelops
Tapinothelops Roewer, 1955
- Tapinothelops concolor (Caporiacco, 1947) — Восточная Африка
- Tapinothelops vittipes (Caporiacco, 1941) — Эфиопия

## Tetragonophthalma
Tetragonophthalma Karsch, 1878
- Tetragonophthalma taeniata (Mello-Leitao, 1943) — Аргентина
- Tetragonophthalma vulpina (Simon, 1898) — Западная, Центральная Африка

## Thalassiopsis
Thalassiopsis Roewer, 1955
- Thalassiopsis vachoni Roewer, 1955 — Мадагаскар

## Thalassius
Thalassius Simon, 1885
- Thalassius albocinctus (Doleschall, 1859) — Индия до Филиппин
- Thalassius esimoni Sierwald, 1984 — Мадагаскар
- Thalassius jayakari F. O. P.-Cambridge, 1898 — Маскат
- Thalassius kolosvaryi Caporiacco, 1947 — Центральная, Восточная, Южная Африка
- Thalassius leoninus Strand, 1916 — Мадагаскар
- Thalassius majungensis Strand, 1907 — Мадагаскар
- Thalassius margaritatus Pocock, 1898 — Центральная, Южная Африка
- Thalassius massajae (Pavesi, 1883) — Африка
- Thalassius paralbocinctus Zhang, Zhu & Song, 2004 — Китай, Лаос
- Thalassius phipsoni F. O. P.-Cambridge, 1898 — Индия до Китая, Индонезия
- Thalassius pictus Simon, 1898 — Западная, Центральная Африка
- Thalassius pseudojuvenilis Sierwald, 1987 — Мозамбик
- Thalassius radiatolineatus Strand, 1906 — Африка
- Thalassius rossi Pocock, 1902 — Центральная, Южная Африка
- Thalassius rubromaculatus Thorell, 1899 — Западная, Центральная Африка
- Thalassius spinosissimus (Karsch, 1879) — Африка

## Thaumasia
Thaumasia Perty, 1833
- Thaumasia abrahami Mello-Leitao, 1948 — Гайана
- Thaumasia annecta Bryant, 1948 — Гаити
- Thaumasia annulipes F. O. P.-Cambridge, 1903 — Бразилия
- Thaumasia argenteonotata (Simon, 1898) — Панама до Перу
- Thaumasia argentinensis Mello-Leitao, 1941 — Аргентина
- Thaumasia argyrotypa Chamberlin & Ivie, 1936 — Панама
- Thaumasia argyrura Mello-Leitao, 1943 — Бразилия
- Thaumasia benoisti Caporiacco, 1954 — Французская Гвиана
- Thaumasia brunnea Caporiacco, 1947 — Гайана
- Thaumasia decemguttata Mello-Leitao, 1945 — Аргентина
- Thaumasia heterogyna Chamberlin & Ivie, 1936 — Панама
- Thaumasia marginella (C. L. Koch, 1847) — Пуэрто-Рико, Колумбия, Бразилия
- Thaumasia niceforoi Mello-Leitao, 1941 — Колумбия
- Thaumasia rubrosignata (Mello-Leitao, 1943) — Бразилия
- Thaumasia scoparia (Simon, 1888) — Венесуэла
- Thaumasia senilis Perty, 1833 — Бразилия
- Thaumasia strandi Caporiacco, 1947 — Гайана
- Thaumasia velox Simon, 1898 — Гватемала до Бразилии

## Tinus
Tinus F. O. P.-Cambridge, 1901
- Tinus arindamai Biswas & Roy, 2005 — Индия
- Tinus chandrakantii Reddy & Patel, 1993 — Индия
- Tinus connexus (Bryant, 1940) — Куба, Гаити
- Tinus minutus F. O. P.-Cambridge, 1901 — Мексика до Сальвадора
- Tinus nigrinus F. O. P.-Cambridge, 1901 — Мексика до Коста-Рики
- Tinus oaxaca Carico, 2008 — Мексика
- Tinus palictlus Carico, 1976 — Мексика
- Tinus peregrinus (Bishop, 1924) — США, Мексика
- Tinus prusius Carico, 1976 — Мексика
- Tinus sikkimus Tikader, 1970 — Индия, Андаманские острова
- Tinus tibialis F. O. P.-Cambridge, 1901 — Мексика
- Tinus ursus Carico, 1976 — Коста-Рика, Панама

## Tolma
Tolma Jocque, 1994
- Tolma toreuta Jocque, 1994 — Мадагаскар

## Voraptipus
Voraptipus Roewer, 1955
- Voraptipus agilis Roewer, 1955 — Мозамбик

## Vuattouxia
Vuattouxia Blandin, 1979
- Vuattouxia kouassikonani Blandin, 1979 — Кот-д’Ивуар

## Walrencea
Walrencea Blandin, 1979
- Walrencea globosa Blandin, 1979 — Южная Африка